# Planum Australe
Южное плато (лат. Planum Australe) — равнина, расположенная на южном полюсе Марса. Она простирается на юг примерно с 75° южной широты, а её центр находится примерно на 83,9° южной широты и 160,0° восточной долготы. Геология этого региона должна была быть изучена неудавшейся миссией НАСА Mars Polar Lander, однако с аппаратом связь была утеряна после его входа в марсианскую атмосферу.
В июле 2018 года учёные сообщили об обнаружении на основе данных радиолокационных исследований MARSIS подледникового озера шириной 20 км на Марсе, расположенного на глубине 1,5 км под южной ледниковой шапкой. Это озеро стало первым известным стабильным водоемом с жидкой водой на планете.

## Ледяная шапка
Planum Australe частично покрыто постоянной полярной ледяной шапкой, состоящей из замороженных воды и углекислого газа толщиной около 3 км. Сезонная ледяная шапка образуется Марсианской зимой поверх постоянной и простирается с 60° ю. ш. на юг. В разгар зимы сезонная шапка имеет толщину около 1 метра. Существует вероятность того, что полярная шапка уменьшается из-за локализованного изменения климата. Однако заявления о глобальном потеплении в планетарных масштабах, основанные на снимках, игнорируют данные о температуре и данные по всему Марсу. Данные космических аппаратов указывают на то, что средняя глобальная температура является, по крайней мере, стабильной и, возможно, снижающейся.

## Характеристики
В Planum Australe существуют два разных подрегиона — Australe Lingula и Promethei Lingula. Они разрезаны каньонами Promethei Chasma, Ultimum Chasma, Chasma Australe и Australe Sulci. Предполагается, что эти каньоны были созданы катабатическими ветрами. Самым большим кратером в Planum Australe является кратер Мак-Мердо. 